# Ogasawarana hirasei
Ogasawarana hirasei é uma espécie de gastrópode  da família Helicinidae.
É endémica de Japão.